# Piper callcanense
Piper callcanense är en pepparväxtart som beskrevs av William Trelease. Piper callcanense ingår i släktet Piper och familjen pepparväxter. Inga underarter finns listade i Catalogue of Life.